# 堀越善重郎
堀越 善重郎（ほりこし ぜんじゅうろう、1863年6月18日（文久3年5月3日） - 1936年（昭和11年）4月24日）は、貿易商。堀越商会主。

## 人物
下野国足利郡三重村五十部東山の農家に生まれる。1868年、瑞泉院の寺子屋に入り神童と評される。1878年五十部学校入学。
木村半兵衛の目に留まり、東京遊学給費生となり、共立学校（現開成高等学校）を経て、1883年商法講習所（現一橋大学）卒業。
霊巌寺の人相占いの助言を受けアメリカ合衆国へ渡ることを決意し、木村が蒐集した骨董品を売却して捻出した資金を貰い、1884年、横浜港から出帆し、同窓の友人の世話で力士の下で下宿生活を送ったのち、母校矢野二郎校長の紹介状を伝手に相談した高橋新吉在ニューヨーク領事の紹介で、フレッチャーの二番商会に入社した。1885年ニューヨーク・メーソン商会日本支店支配人。
校長を辞職して職を探していた矢野元校長と貿易業を営むため、益田孝の紹介で渋沢栄一や森村市左衛門の出資を得て、1894年に匿名組合・堀越商会設立。同年竜門社入社。1897年竜門雑誌編集顧問。1909年竜門社評議員。
1921年又は22年に母校東京商科大学に図書購入費1万円を寄付し現在の一橋大学社会科学古典資料センターのギールケ文庫の関係に充てられた。1926年東京ロータリークラブ会長。1936年にニューヨークで死去した。

## 親族
妻のシナは前田献吉の娘。長男創の妻菊枝は小原駩吉の四女。

## 著書
- 『怒濤一蹴』日東堂書店 1915年
- 『我が産業と貿易の将来』蚕業新報社 1920年

## 伝記
- 『堀越善重郎伝』加藤清忠 1939年